# Opiliones
Opiliones este un ordin de arahnide, cu peste 6 400 de specii descrise la nivel mondial până în 2006. Ordinul este divizat în 4 subordine, cel mai numeros fiind Laniatores cuprinzând 4.000 de specii. Opilionii (numiți și cosași, păianjeni de câmp sau opilionide) au opistosoma segmentată și picioarele foarte lungi în raport cu corpul, ceea ce le deosebește de păianjeni. În plus, ei nu produc mătase. Opilionii nu au venin și chelicerele lor nu pot penetra pielea umană. Totuși, din cauza asemănării lor cu păianjenii mulți cred că prezintă pericol pentru om.

## Descriere

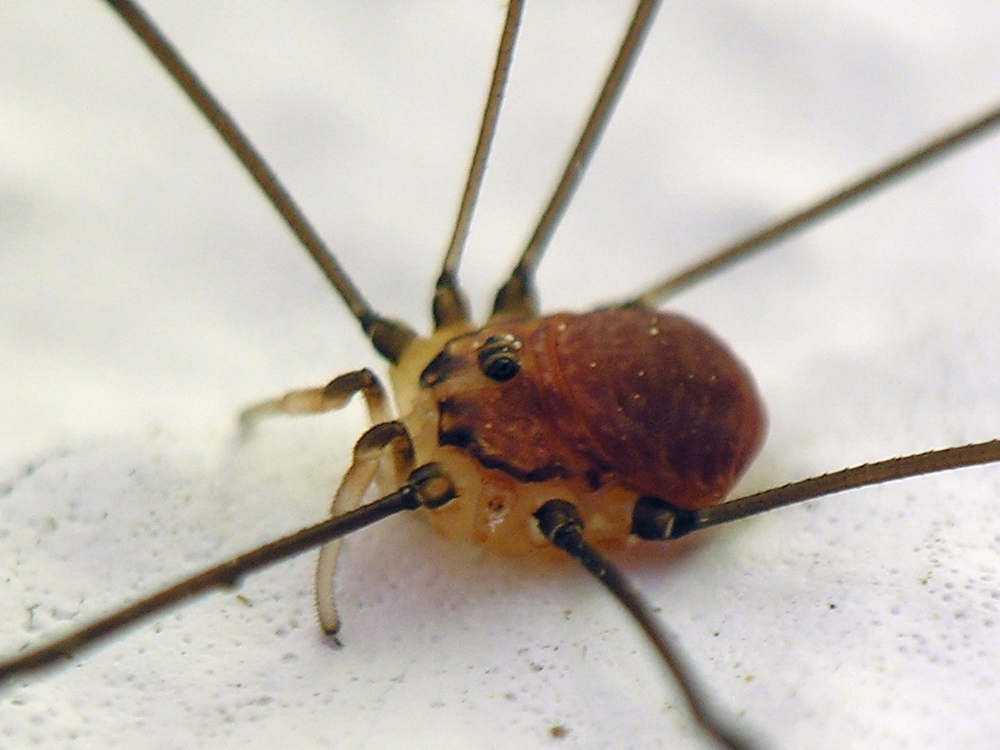
Corpul unui opilion; se observă foarte bine ochii și pedipalpii

Forma corpului opilionilor este ovală sau rotundă, cu lungimea de până la 10 mm, cel mai mare fiind Trogulus torosus, care are 22 mm. Luând în considerație și anvergura picioarelor, lungimea opilionilor poate avea peste 30 de cm. Corpul este alcătuit din prosomă (cefalotorace) și opistosomă (abdomen). Tegumentul este moale și subțire. 

### Morfologie externă

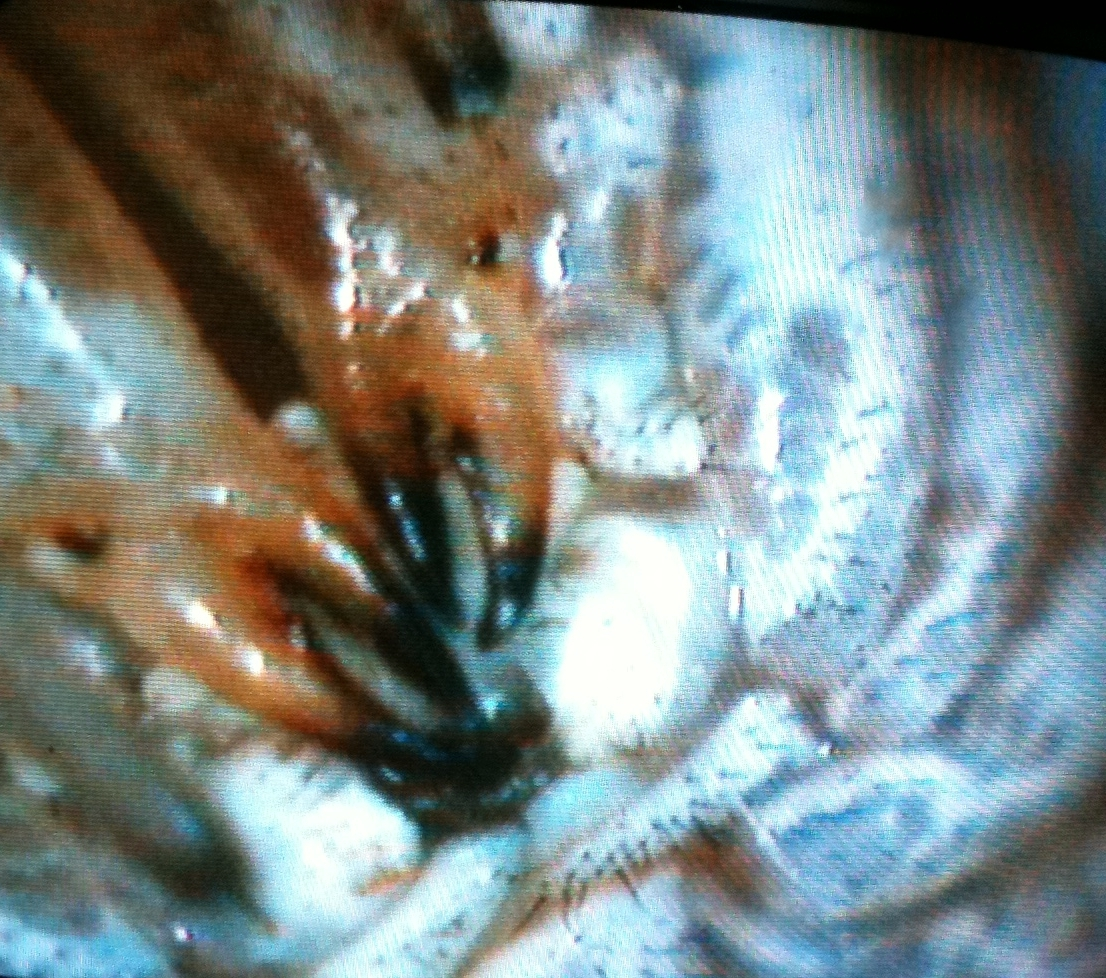
Chelicerele opilionilor, mărite de 200 de ori

Prosoma poartă anterior ochii, pedipalpii, chelicerele și orificiul bucal, lateral - picioarele. Tot în prosomă este concentrat și sistemul nervos. Partea dorsală este acoperită de o cuticulă (carapace) chitinoasă, formată din plăci numite tergite. Lobii pedipalpilor și chelicerelor formează aparatul extern bucal, numit stomatecă. Ochii, doi la număr, sunt așezați median dorsal pe prosomă, pe o proeminență - ocularium. Unele specii, în special cele cavernicole, sunt lipsite de vedere. Proeminența ochilor poate fi netedă sau însoțită de spini. La unele specii Dyspnoi ochii sunt situați pe structuri mai excrescențe care formează o glugă ce acoperă chelicerele. Pe părțile laterale ale prosomei există glande odorifere, având rol de protecție. La Cyphophthalmi aceste glande de situează pe vârful unui con, numit ozofor. Mușchii prosomei sunt fixați de endosternite, strat de țesut conjunctiv similar cartilajului, care acționează ca un schelet intern. La unii opilioni (Phalangium, Odiellus, și Leiobunum) acest strat conține depozite de calciu. 

Chelicerele sunt compuse din trei articole, se termină cu clești mici ce participă la fărâmițarea hranei.

Pedipalpii sunt folosiți ca organe tactile, pipăind obiectele din jur. La unele specii, ei sunt extinși și spinoși, având și un rol în capturarea prăzii. Însă majoritatea opilionilor nu au gheare, doar subordinul Laniatores se evidențiață prin pedipalpii hipertrofiați. Numărul articolelor este același ca și al picioarelor, cu diferența că metatarsul și tarsul sunt concrescute și, pur și simplu, sunt numite tars. 

Membrele locomotoare (se mai numesc și picioare, apendice ambulatoare) constau din articolele: coxă, trohanter, femur, patela (rotula), tibia, bazitars și tars. La unii opilioni picioarele se termină cu gheare. La cele mai multe specii Eupnoi și Dyspnoi coxele sunt libere și mobile, în timp ce la alții sunt contopite cu corpul. Picioarele se mișcă datorită presiunii hidraulice create de hemolimfă (sânge).

La stadiul de nimfă, etapă de creștere și dezvoltare, la Grassatores și unele Insidiatores există structuri suplimentare pe tarsul ultimilor două perechi de picioare, care permit, probabil, aderență la suprafețe netede în timpul năpârlirii, dar acestea sunt absente la adulți. 

Picioarele la Eupnoi și Dyspnoi sunt extrem de lungi și subțiri. Alungirea picioarelor e cauzată de multiplicarea articolelor tarsiene, care pot să ajungă și peste o sută. În caz că piciorul este prins în capcană sau de dușman, opilionii sunt capabili să-și disece piciorul printr-o mișcare puternică a articulației dintre coxă și trohanter, fenomen numit autotomie. Chiar dacă este desprins, membrul se contractă continuu o perioadă. Contracția este posibilă datorită prezenței oxigenului și activității neurale. Oxigenul, timp de câteva minute, e furnizat de stigmele tibiene. Neuronii stimulatori responsabili de locomoție devin activi, atunci când pierd conexiunea cu sistemul nervos central. 

Datorită lungimii picioarelor corpul opilionului are o poziție suspendată, ceea ce-i mărește stabilitatea pe terenuri expuse vântului. 

Opistosoma reprezintă regiunea posterioară a corpului. Ea este alcătuită din 9 - 10 segmente. Dorsal, opistosoma e acoperită cu tergite, ventral - sternite. Ultimul tergit, segmentul în care se deschide orificiul anal, nu dispune de o sternită corespunzătoare. Ventral pe opistosomă se află orificiile genitale, pe primul și al doilea segmente se deschid traheile prin stigme. Mușchii opistosoma cea mai mare parte par să reglementeze volumul și presiunea internă a fluidului din corpului.

### Anatomie

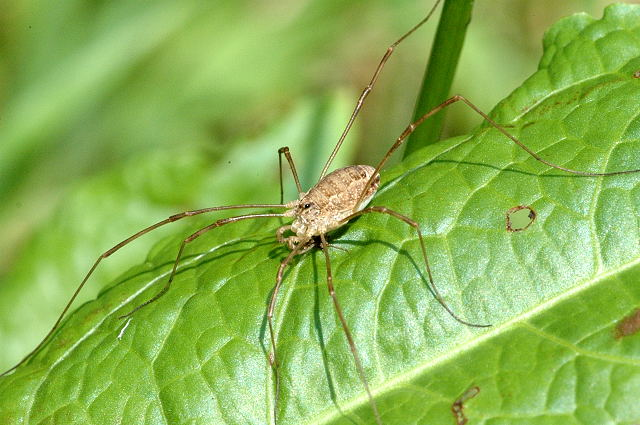
Rilaena triangularis

Sistemul nervos reprezintă o masă celulară nervoasă, centralizată în jurul esofagului. Partea superioară a esofagului (syncerebrum) constă din protocerebron (inervează ochii), deutocerebron și tritocerebron (inervează chelicerele). Nervii pedipalpilor, membrelor locomotoare și opistosomei pleacă de la regiunea subesofagiană a masei nervoase.  

Organele de simț. Opilionii au doar doi ochi simpli situați median pe prosomă. Multe specii care locuiesc în sol sau în peșteri au ochi reduși sau absenți. Mai multe Cyphophthalmi, orbi, au fotoreceptori mici la baza glandelor odorifere. Mărimea și complexitatea ochilor corelează cu cantitatea de lumină disponibilă în habitatul opilionilor. Simțul tactil e reprezentat de perișori senzitivi de pe pedipalpi.

Sistemul circulator. Spre deosebire de arahnidele cu plămâni (scorpionii, păianjenii) la opilioni, din cauza prezenței traheilor ramificate, sistemul circulator constă în principal dintr-o inimă tubulară dorsal și două aorte, una anterioară și alta posterioară. Inima este inervată de un ganglion cardiac. Miofibrele musculare ale inimii sunt dispuse inelar și contractă inima în timpul sistolei. Există două valvule ce preveni refluxul hemolimfei în inimă. 

Respirația este de tip traheal. Două trahei laterale principale se ramifică puternic, aproape la fiecare organ intern. Traheile se deschid prin stigme amplasate pe opistosomă. Intern, ele au o structură spiralată ce împiedică închiderea lor în timpul locomoției. 

Aparatul digestiv. La opilioni lipsește mecanismul de filtrare. La fel lipsește și digerarea extrabucală, ei înghit particule solide de hrană. Orificiul bucal continuă cu faringe, trecând prin masa nervoasă, este urmat de esofag. Esofagul se deschide în stomac ce umple cea mai mare parte o volumului opistosomei. Stomacul este înconjurat de celule musculare și trahei. Celulele epiteliale ale stomacului sunt deseori infectate de bacteriile parazite din genul Rickettsia. Stomacul continuă cu intestin și se termină cu anus. Pe lângă substanțele nutritive, în intestin se absorb și mineralele pentru construcți cuticulei. 

Excreția este realizată de două glande coxale situate în prosomă. Ventral, între coxele picioarelor se deschid orificiile a două glande odorifere, a căror secreție urât mirositoare este folosită ca un mijloc de îndepartare a dușmanilor și aproape că nu sunt consumați de alte animale.

## Ecologie

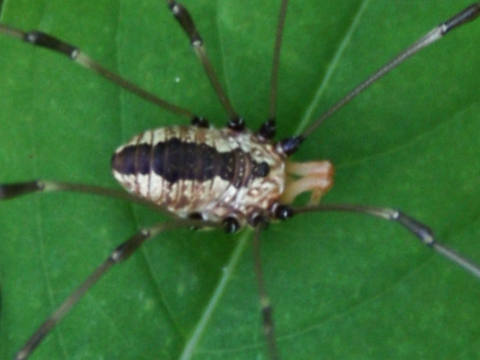
Pigmentația părții dorsale ale Leiobunum vittatum

Multe specii sunt omnivore, se hrănesc cu insecte mici, substanțe vegetale și ciuperci; unele sunt necrofage, se hrănesc cu animale moarte, și mase fecale. Această gamă largă de produse consumabile este destul de neobișnuită printre arahnide, care sunt de obicei exclusiv prădători. Majoritatea opilionilor vânează prada prin ambuscadă, deși au fost observate și specii active. Pentru că ochii lor nu pot forma imagini bine conturate, ei utilizează pedipalpii în explorarea mediului ambiant. Spre deosebire de majoritatea celorlalte arahnide, opilionii nu au un stomac aspirator sau un mecanism de filtrare a hranei, ei ingeră particule mici de alimente solide. Acest mod de nutriție îi face vulnerabili la paraziți interne. Hrana este fărămițată de chelicere și articolele bazale a pedipalpilor și primei perechi de picioare.

Opilionii sunt, în majoritate, arahnide nocturne și colorate în nuanțe de maro, deși există un număr de specii diurne, care au modele în galben, verde, negru, roșu etc. 

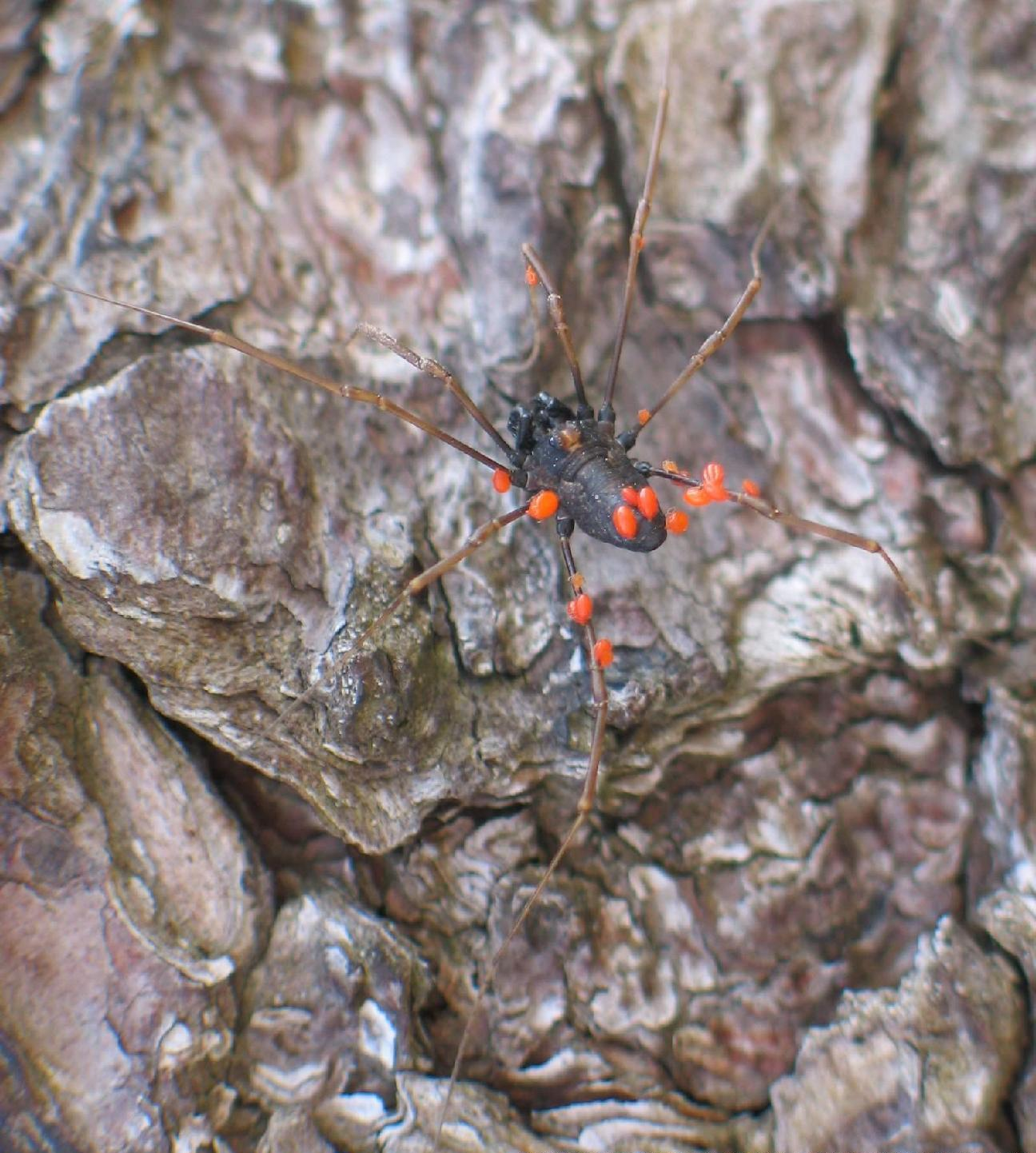
Opilion parazitat de larvele acarianului

Pentru a se apăra de prădători, cum ar fi păsările, mamiferele, amfibienii și păianjenii, corpul unor specii este acoperit de particule fine de sol, frunze uscate având rol de camuflaj, alții se prefac morți. Multe specii pot despica un picior, fenomen descris anterior. Substanțele elaborate de glande odorifere au un miros cu efect respingător, care pot fi eficiente împotriva furnicilor. 

Multe specii de opilioni pot tolera unii pe alții, acumulându-se în colonii protejate în apropierea apei. Numărul indivizilor în aceste colonii poate varia până la 200 în Liniatores, și 70.000 în Eupnoi. Acest comportament este probabil o strategie împotriva prădătorilor, efectul secreților glandelor odorifere se mărește în acest caz. 

Deseori pe opilioni, în principal pe picioare, se pot vedea puncte mărunte de culoare roșie. Aceștia sunt ectoparaziți – larvele acarianului Trombidium holosericeum.

## Reproducere

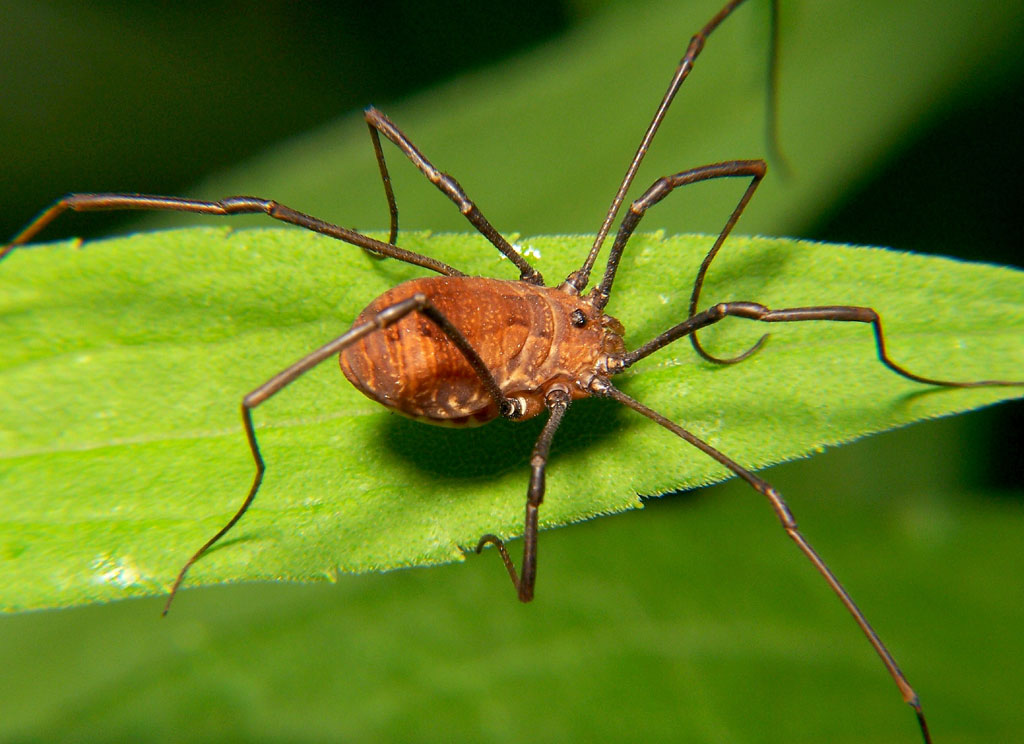
Hadrobunus grandis

Structura sistemului sexual este similară la ambele sexe. Gonadele duble (testiculele și ovarele) sunt amplasate în opistosomă, de la care pornesc gonoducte (spermiducte și oviducte). Gonoductele se unesc într-un canal unic ce se deschide prin penis, organ copulator la masculi, sau ovopozitor. Împerecherea implică copulația directă, fecundarea este internă. Dimorfismul sexual este slab evidențiat. Au fost observate lupte intre masculi pentru o femelă. După fertilizare, ponta este depusă într-o crăpătură din sol, cu ajutorul ovopozitorului. Femela depune dela câteva zeci până câteva sute de ouă (600). Puii apar după 20 de zile de la depunere.După eclozare, tinerii se aseamănă cu părinții. Ei se descurcă independent, femela nu-i poartă pe spinare ca scorpionii sau păianjenii, de exemplu. Tinerii opilioni devin maturi după 5 – 7 năpârliri. Durata de viață a opilionilor, de regulă, este de 2 ani.

## Răspândire
Opilionii populează toate continentele, cu excepția Antarcticii și a zonelor polare. Însă concentrația lor este mai mare la tropice. Opilionii preferă locuri ascunse, greu accesibile: frunziș, locuri pietrose, scorburi sau fisuri în scoarța copacilor. Sunt de asemenea specii iubitoare de umiditate. Pe teritoriul României cea mai răspândită specie este Phalangium opilio.

## Sistematică
| - Subordin Cyphophthalmi Simon 1879 (circa 100 specii) - Infraordin Tropicophthalmi Shear 1980 - Suprafamilie Stylocelloidea Hansen & Sørensen 1904 - Familie Stylocellidae Hansen & Sørensen 1904 - Suprafamilie Ogoveoidea Shear 1980 - Familie Ogoveidae Shear 1980 - Familie Neogoveidae Shear 1980 - Infraordin Temperophthalmi Shear 1980 - Suprafamilie Sironoidea Simon 1879 - Familie Pettalidae Shear 1980 - Familie Sironidae Simon 1879 - Familie Troglosironidae Shear 1993 - Subordin Eupnoi Hansen & Sørensen 1904 (circa 1.800 specii) - Suprafamilie Caddoidea Banks 1892 - Familie Caddidae Banks 1892 - Suprafamilie Phalangioidea Latreille 1802 - Familie Monoscutidae Forster 1948 - Familie Neopilionidae Lawrence 1931 - Familie Sclerosomatidae Simon 1879 - Familie Phalangiidae Latreille 1802 - Subordin Dyspnoi Hansen & Sørensen 1904 (circa 320 specii) - Suprafamilie Ischyropsalidoidea Simon 1879 - Familie Ceratolasmatidae Shear 1986 - Familie Ischyropsalididae Simon 1879 - Familie Sabaconidae Dresco 1970 - Suprafamilie Nemastomatoidea Simon, 1872 - Familie Dicranolasmatidae Simon 1879 - Familie Nemastomatidae Simon 1872 - Familie † Nemastomoididae Petrunkevitch 1955 (fosilă: Carbonifer) - Familie Nipponopsalididae Martens 1976 - Suprafamilie Troguloidea Sundevall 1833 - Familie † Eotrogulidae (fossil: Carboniferous) - Familie Trogulidae Sundevall 1833 | - Subordin Laniatores Thorell, 1876 (circa 4.000 specii) - Infraordin Insidiatores Loman, 1900 - Suprafamilie Travunioidea Absolon & Kratochvil 1932 - Familie Cladonychiidae Hadzi, 1935 - Familie Pentanychidae Briggs 1971 - Familie Travuniidae Absolon & Kratochvil 1932 - Suprafamilie Triaenonychoidea Sørensen, 1886 - Familie Triaenonychidae Sørensen, 1886 - Familie Synthetonychiidae Forster 1954 - Infraordin Grassatores Kury, 2002 - Suprafamilie Samooidea Sørensen, 1886 - Familie Biantidae Thorell, 1889 - Familie Escadabiidae Kury & Pérez, 2003 - Familie Kimulidae Pérez González, Kury & Alonso-Zarazaga, 2007 (= Minuidae Sørensen, 1932) - Familie Podoctidae Roewer, 1912 - Familie Samoidae Sørensen, 1886 - Familie Stygnommatidae Roewer, 1923 - Suprafamilie Epedanoidea Sørensen, 1886 - Familie Epedanidae Sørensen, 1886 - Suprafamilie Gonyleptoidea Sundevall, 1833 - Familie Agoristenidae Šilhavý, 1973 - Familie Assamiidae Sørensen, 1884 - Familie Cosmetidae Koch, 1839 - Familie Cranaidae Roewer, 1913 - Familie Gonyleptidae Sundevall, 1833 - Familie Manaosbiidae Roewer, 1943 - Familie Stygnidae Simon, 1879 - Familie Stygnopsidae Sørensen, 1932 - Suprafamilie Phalangodoidea Simon, 1879 - Familie Oncopodidae Thorell, 1876 - Familie Phalangodidae Simon, 1879 - Suprafamilie Zalmoxoidea Sørensen, 1886 - Familie Fissiphalliidae Martens, 1988 - Familie Guasiniidae Gonzalez-Sponga, 1997 - Familie Icaleptidae Kury & Pérez, 2002 - Familie Zalmoxidae Sørensen, 1886 |